# Agrotis albiptera
Agrotis albiptera là một loài bướm đêm trong họ Noctuidae.